# Maxsain
Maxsain – miejscowość i gmina w Niemczech, w kraju związkowym Nadrenia-Palatynat, w powiecie Westerwald, wchodzi w skład gminy związkowej Selters (Westerwald). Leży nad rzeką Saynbach, ok. 3 km od Selters (Westerwald). Składa się z dwóch osiedli: Maxsain i Zürbach.
Po raz pierwszy wzmiankowana XII wieku. W miejscowości znajduje się kościół ewangelicki i dom gminny „Backes”. W 1985 mieszkańcy założyli towarzystwo muzyczne „Maxsainer Blaskapelle”.

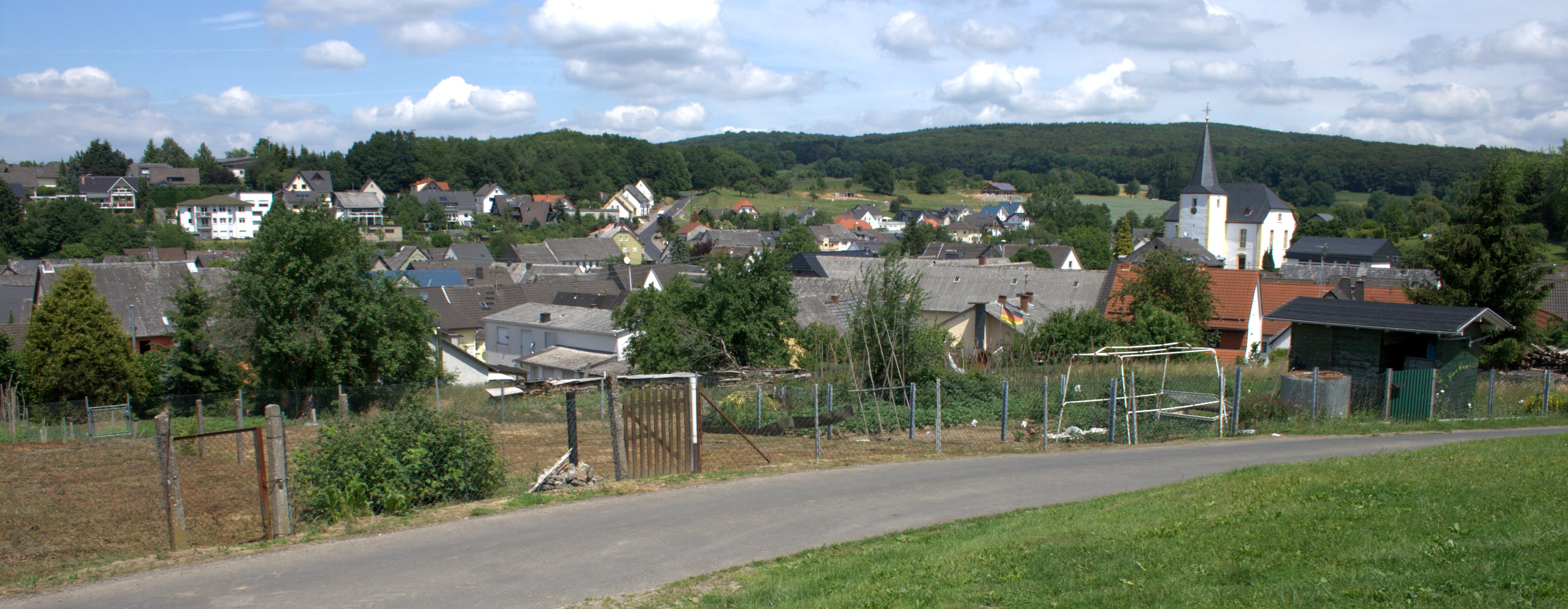
Maxain